# Agathryon capillaceum
Agathryon capillaceum (Lam.) Záveská Drábková & Proćków (Syn.: Juncus capillaceus Lam.) ist eine Pflanzenart innerhalb der Familie der Binsengewächse (Juncaceae). Sie ist in Südamerika verbreitet.

## Beschreibung

### Vegetative Merkmale
Juncus capillaceus ist eine ausdauernde, krautige Pflanze und erreicht Wuchshöhen von 5 bis 30 Zentimetern. Sie bildet mit kriechenden Rhizomen mit 1,5 bis 2 Millimeter Durchmesser kleinen Horste oder Rasen. Es ist mit einer fädigen, dunkelbraunen Schicht aus Sklerenchymfasern bedeckt, Reste zerfallener Cataphylle und Blattbasen. Die Internodien sind sehr kurz, die Stängel stehen daher in dichten Reihen. Die Stängel stehen aufrecht, sind hohl, und haben einen Durchmesser von 0,4 bis 0,7 Millimeter. Pro Stängel gibt es 1 bis 3 bis 1,5 Zentimeter lange Cataphylle, die gelb-braun sind und bis 5 Millimeter lange Spreitenrudimente tragen. Die Laubblätter stehen alle grundständig, je ein oder zwei pro Stängel und sind 5 bis 20 Zentimeter lang. Die Blattscheide ist 0,7 bis 1,7 Zentimeter lang und geöhrt. Die Spreite ist bei Durchmessern von 0,3 bis 0,6 Millimetern fadenförmig.

### Generative Merkmale
Der endständige oder anscheinend seitenständige Blütenstand aus zwei oder drei kurzen, einseitigen Zymen zusammengesetzt und enthält in Summe aus zwei bis zehn Blüten. Das untere Hochblatt ist 1,5 bis 5 Zentimeter lang und sieht wie die Verlängerung des Stängels aus und überragt den Blütenstand. Die übrigen Hochblätter sind kleiner. Jede Blüte ist von zwei Vorblättern umgeben. Die Blütenhüllblätter sind ungleich, lanzettlich, hell-grün und werden zur Reife braun. Die äußeren Blütenhüllblätter sind 2,3 bis 3 Millimeter lang, die inneren 2 bis 2,5 Millimeter. Die sechs Staubblätter sind 1,1 bis 1,3 Millimeter lang. Die längliche Staubbeutel sind 0,3 bis 0,4 Millimeter lang.
Die Kapselfrucht ist bei einer Länge von 2,3 bis 2,6 Millimetern sowie einem Durchmesser von 1,2 bis 1,6 Millimetern ellipsoid bis länglich, dreikantig mit konkaven Seitenflächen, dünnwandig, häufig mit Einbuchtungen der Samen, glänzend und dreifächerig. Die braunen Samen sind eiförmig, asymmetrisch und mit engen Polygonen überzogen.

## Vorkommen
Sie ist in Südamerika verbreitet. Es gibt Fundortangaben für Venezuela, Bolivien, Kolumbien, das südöstliche bis südliche Brasilien, das zentrale Chile, Ecuador, Peru, Uruguay, Argentinien und die Juan-Fernández-Inseln. Sie ist in einigen Ländern der Welt ein Neophyt, verstreute, auf Einschleppung beruhende Funde gibt es aus Spanien, Südafrika und Australien.
Sie wächst in den Anden in Höhenlagen von meist über 2700 Metern. In Peru ist sie selten. Sie kommt auch in tieferen Höhenlagen in Concepción in Chile und entlang der Ostküste von Rio de Janeiro bis Buenos Aires vor. In den Nordanden ähnelt sie ökologisch Juncus imbricatus, wächst und blüht also auf trockenen Standorten. Beide Arten kommen häufig zusammen vor. Sie wächst häufig in kleinen Horsten entlang von Straßen oder auf alten Wiesen.

## Taxonomie
Die Erstveröffentlichung erfolgte 1753 unter dem Namen (Basionym) Juncus capillaceus durch Jean-Baptiste de Lamarck in Encyclopédie Méthodique. Botanique. Tome III. Die Neukombination zu Agathryon capillaceum (Lam.) Záv. Drábk. & Proćków erfolgte 2023 durch Jaroslaw Proćków und Lenka Záveská Drábková in A revision of the Juncaceae with delimitation of six new genera: nomenclatural changes in Juncus. In: Phytotaxa, Volume 622, Issue 1.